# A negyvenegyedik (film, 1927)
A negyvenegyedik (eredeti címe: Сорок первый) Borisz Andrejevics Lavrenyov elbeszélése alapján 1926-ban készült, 1927-ben bemutatott szovjet, orosz némafilm. Rendezte Jakov Protazanov.
A történet az oroszországi polgárháború idején játszódik. Közép-Ázsia homoksivatagjában a Vörös Hadsereg egy csapata halad. Mesterlövészük, Marjutka eddig negyven ellenséges katonát lött le.
Az utolsó összeütközés során egy fehérgárdista tisztet foglyul ejtenek, aki futárszolgálatot teljesít. Úgy alakul, hogy az értékes foglyot Marjutkának kell őriznie egy elhagyott szigeten. A fiatal nő és a művelt tiszt kettesben marad a fehéren izzó homok, a tenger és az ég között. Marjutka beleszeret az ellenségbe, de kénytelen lelőni, hogy az ne teljesíthesse küldetését: ő lesz a negyvenegyedik.

## Érdekességek
A film két hónap alatt készült el, a jelenetek jelentős részét külsőben forgatták.
A történetet lényegében a két szereplő játssza végig, ezért különösen fontos volt az őket alakító színészek megválasztása. Marjutka szerepét először Vera Mareckajára bízták, aki időközben beteg lett. A rendező akkori asszisztense, Julij Rajzman találta meg és ajánlotta a szerepre a még filmszínészi tanfolyamra járó Ada Vojcikot. A színésznő számos későbbi hangos filmben, többek között férje, Ivan Pirjev filmjeiben szerepelt.

## Szereposztás
- Ada Vojcik – Marjutka
- Ivan Koval-Szamborszkij – Fehérgárdista tiszt
- Ivan Strauh – Jevszjukov komisszár